# Aeroporto di Brescia
Luchthaven Brescia (Italiaans: Aeroporto di Brescia) (IATA:VBS, ICAO:LIPO) is een vliegveld gelegen in Montichiari nabij de stad Brescia in de regio Lombardije, Italië. 
De luchthaven vormt samen met Luchthaven Verona de Aeroporti di Garda. Dit vanwege de ligging tegenover het Gardameer.
De luchthaven van Brescia had een belangrijke functie als aanvlieghaven voor toeristen in het gebied tot Ryanair besloot in 2010 om alle activiteiten naar de luchthaven van Verona te verplaatsen. De luchthaven heeft jarenlang gegroeid in passagiers tot een hoogtepunt van bijna 35.000 passagiers per maand in juni 2008, sindsdien zijn de passagiersaantallen extreem gedaald tot een dieptepunt van 311 passagiers in juni 2013, een daling van 99,9% in 5 jaar.
Dit heeft met name gelegen aan de groei van de luchthavens Verona en Bergamo.
De luchthaven richt zich hedendaags met name op het vrachtverkeer. Het is een van de grootste verwerkers van vracht in Noord-Italië.